# Daniel McFarlan Moore

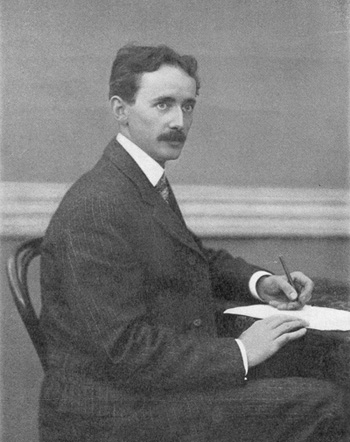
Daniel McFarlan Moore

Daniel McFarlan Moore (Northumberland (Pennsylvania), 27 februari 1869 – East Orange (New Jersey), 15 juni 1933) was een Amerikaans elektrotechnicus en uitvinder.
Moore werd geboren in 1869 als zoon van eerwaarde Alexander Davis en Maria Louisa Douglas. Na zijn afstuderen in 1889 aan de Lehigh-universiteit startte hij zijn carrière in dienst van Thomas Edison, maar begon al snel zijn eigen bedrijf. Hij begon met experimenten om licht te produceren uit elektrische ontladingen, naar een idee afkomstig van Heinrich Geißler uit omstreeks 1850.
Moores mening over Edisons gloeilamp was: "It's too small, too hot, and too red" (Het is te klein, te heet en te rood). Vanuit de intuïtie dat een luchtdicht afgesloten glas genoeg voordeel had om elektrische gasontladingslampen commercieel uitvoerbaar te maken, bedacht hij in 1898 de Moore Lamp. 
De Moore lamp was opgebouwd uit glazen buizen waarin de lucht was vervangen door een gasmengsel van koolstofdioxide en stikstofgas, dat een diffuus licht uitstraalde wanneer er een elektrische stroom doorheen werd geleid. De latere ontwikkeling van de neonlamp door Georges Claude is van dit principe afgeleid. Echter, Moores lampen werden niet populair waardoor zijn bedrijf failliet ging en Moore besloot om bij General Electric verder te gaan werken.
Moore is het meest bekend om zijn uitvinding van de glimlamp in 1920, waarvan de werking berust op het natuurkundige principe van corona ontlading. Glimlampen werden, voor de opkomst van de led, veel toegepast als signaallamp in instrumentpanelen. In 1924 vond hij een vacuümbuis uit voor gebruik in telefotografie (elektronisch versturen van stilstaande beelden via de radio), en in 1925 een verbeterde versie voor bewegende beelden.
Moore werd vermoord door een andere uitvinder die, nadat deze erachter was gekomen dat zijn idee reeds door Moore was gepatenteerd, Moore opwachtte en neerschoot buiten zijn huis in East Orange. Daniel huwde op 5 juni 1895 met Mary Alice Elliott uit New York; samen hadden ze drie kinderen: Dorothy Mae, Elliott McFarlan en Beatrice Jean.